# امیت سیتی (لوئیزیانا)
امیت سیتی (به انگلیسی: Amite City) شهرکی در ایالت لوئیزیانا کشور ایالات متحده آمریکا است که جمعیت آن در سرشماری سال ۲۰۱۰ میلادی، ۴٬۱۴۱ نفر بوده‌است.